# Marcelino Pérez Jardón
Marcelino Pérez (Buenos Aires, Argentina, 1912 — 1983) fue un futbolista uruguayo que jugaba en la posición de half izquierdo (centrocampista). Histórico futbolista del Club Nacional de Football y de la Selección de fútbol de Uruguay, formó parte del equipo del Nacional de Montevideo que pasó a la historia como la Máquina Blanca, protagonista de el gol de la valija en el campeonato de liga de 1933.
Hijo de una pareja de emigrantes del occidente de Asturias, Marcelino Pérez y Asunción Jardón, nació en Buenos Aires en 1912. A los tres años se mudó al barrio de Pocitos, en Montevideo, donde sus padres se ganaron la vida como comerciantes y hosteleros.
Debutó en el Ariel, un club de la tercera división uruguaya. 
Debutó con Nacional de Montevideo en 1932 después de ser fichado, junto a Aníbal Ciocca, durante una prueba realizada por el club en un entrenamiento en el Parque Central.
Defendió la camiseta de Nacional desde 1932 hasta 1936, cuando fichó por el Vasco da Gama brasileño, club con el que obtuvo el campeonato de liga de 1937.
En 1935 ganó la Copa de América en la final de Santa Beatriz (Perú) contra Argentina.

## Retiro y etapa de entrenador
Se retiró del fútbol profesional en 1937, tras la rotura de ambos meniscos y los ligamentos cruzados.
Posteriormente adquirió la licencia de director técnico y emprendió una renovación táctica del fútbol uruguayo como entrenador de Club Atlético River Plate (Uruguay) y Defensor Sporting Club en la década de los 40. Fue seleccionador de la Selección de fútbol de Uruguay en 1947. 
Entre sus logros tácticos se encuentra la creación del volante tapón y la incorporación al juego de un media punta sin obligación de marcajes.
Decepcionado por las dificultades para implementar sus métodos y tácticas en el fútbol contemporáneo, a finales de los años 40 inició su carrera como periodista deportivo. Fue cronista del periódico uruguayo El Diario, y posteriormente comentarista televisivo en el Canal 12. Como periodista estuvo presente en todos los Mundiales desde 1950 hasta 1982 y en tres Olimpiadas.

## Selección nacional
Fue internacional con la Selección de fútbol de Uruguay desde 1932 hasta 1937.
Fue seleccionador nacional en 1947.

## Clubes
| Equipo        | País    | Periodo   |
| ------------- | ------- | --------- |
| Nacional      | Uruguay | 1932—1936 |
| Vasco da Gama | Brasil  | 1936—1937 |

## Palmarés

### Campeonatos nacionales
| Título                          | Club          | País    | Año  |
| ------------------------------- | ------------- | ------- | ---- |
| Primera División de Uruguay     | Nacional      | Uruguay | 1933 |
| Primera División de Uruguay (2) | Nacional      | Uruguay | 1934 |
| Torneo de Honor                 | Nacional      | Uruguay | 1935 |
| Torneo Competencia              | Nacional      | Uruguay | 1934 |
| Primera División de Brasil (2)  | Vasco da Gama | Brasil  | 1937 |

### Copas internacionales
| Título           | Equipo             | Año  |
| ---------------- | ------------------ | ---- |
| Copa América (2) | Selección uruguaya | 1935 |

## Curiosidades
- Fue uno de los primeros técnicos sudamericanos que utilizó la pizarra para preparar los partidos.
- Sentía admiración por Héctor Castro, el Divino Manco.
- Ideó una táctica novedosa adelantándose por 50 años al pasar de jugar con un 4-3-3 a liberar a uno de esos mediocampistas y ponerlo como mediapunta ideando la formación 4-2-3-1 tan utilizada actualmente en Europa.